# Натор-Садар
Натор-Садар (бенг. নাটোর সদর, англ. Natore Sadar) — подокруг на северо-западе Бангладеш. Входит в состав округа Натор. Образован в 1793 году. Административный центр — город Натор. Площадь подокруга — 401,29 км². По данным переписи 1991 года численность населения подокруга составляла 369 136 человек. Плотность населения равнялась 920 чел. на 1 км². Уровень грамотности населения составлял 31,2 %. Религиозный состав: мусульмане — 89,83 %, индуисты — 9,68 %, прочие — 0,49 %.